# Arbeitsgericht

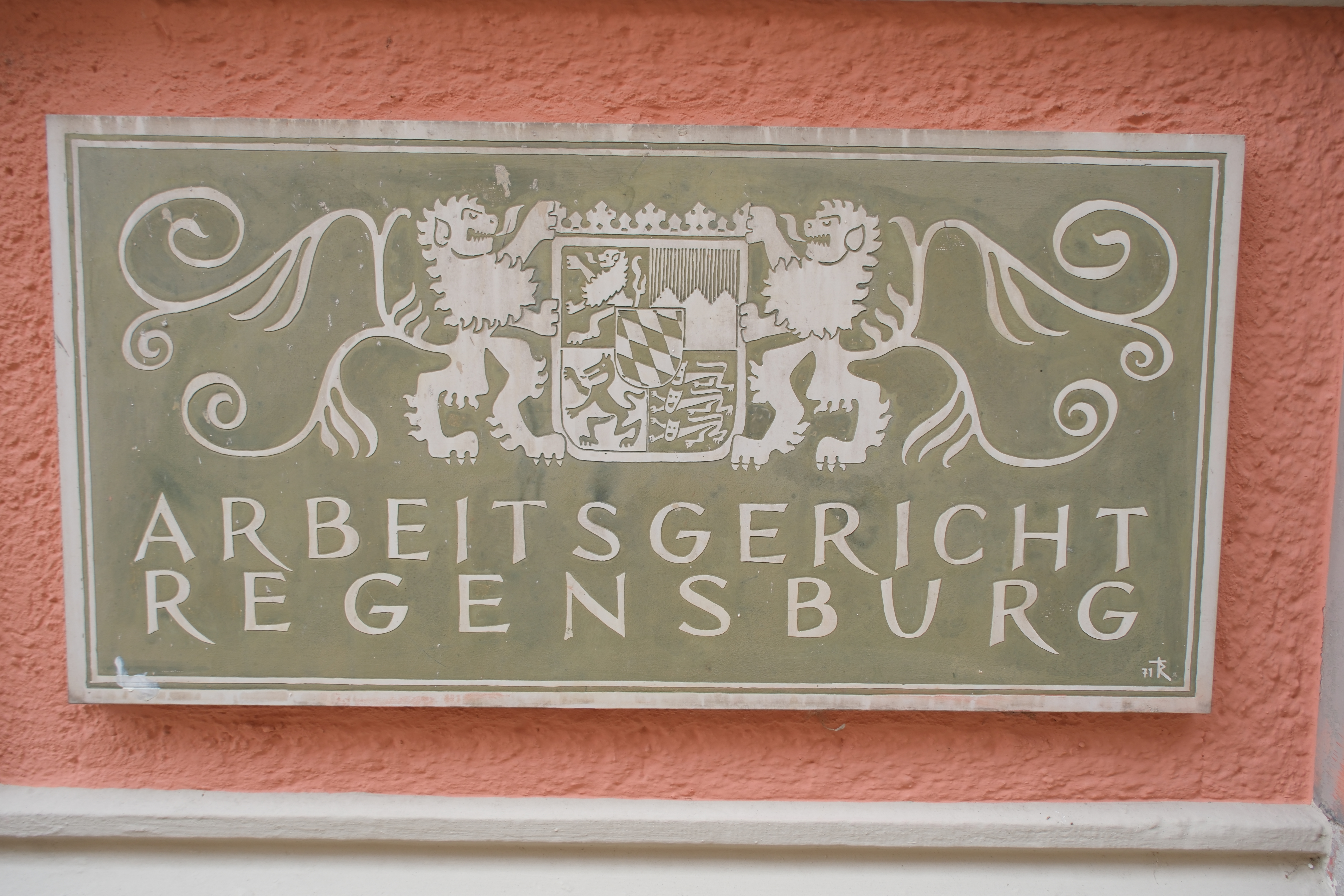

Ein Arbeitsgericht ist regelmäßig das Gericht erster Instanz für Streitigkeiten, die im Zusammenhang mit einem Arbeitsverhältnis stehen (Arbeitssachen).

## Arbeitsgerichte im Deutschen Recht

### Zuständigkeit
Die Arbeitsgerichte sind zuständig in allen bürgerlich-rechtlichen Streitigkeiten zwischen Arbeitnehmer und Arbeitgeber sowie für die Streitigkeiten zwischen den Tarifvertragsparteien. Die übrigen Zuständigkeiten ergeben sich aus §§ 2, 2a des Arbeitsgerichtsgesetzes. Ihre Zuständigkeit besteht auch für Streitigkeiten zwischen arbeitnehmerähnlichen Personen und ihren Auftraggebern. Die Abgrenzung zum zivilrechtlichen Zweig der ordentlichen Gerichtsbarkeit auf der einen Seite und (selten) der Verwaltungs- und Sozialgerichtsbarkeit auf der anderen Seite ist teilweise problematisch.

### Besetzung
Der Spruchkörper des Arbeitsgerichts ist die Kammer. Sie entscheidet mit einem Berufsrichter und zwei ehrenamtlichen Richtern, von denen einer aus der Reihe der Arbeitnehmer und der andere aus dem Kreis der Arbeitgeber stammt.
Alle drei Mitglieder der Kammer haben je eine Stimme.

### Rechtsweg/Verfahren
Das Verfahren vor dem Arbeitsgericht wird grundsätzlich mit einem Gütetermin vor dem Kammervorsitzenden ohne Hinzuziehung der ehrenamtlichen Richter eingeleitet. Dieser Termin soll kurzfristig nach Einreichung der Klage stattfinden. Er dient der vorläufigen Einschätzung der Sach- und Rechtslage und dem Versuch, eine schnelle gütliche Einigung zu erzielen. Scheitert der Termin, so findet ein weiterer Termin ("Kammertermin") vor der gesamten Kammer statt. Diesen müssen die Parteien durch Schriftsätze vorbereiten.
Vor dem Arbeitsgericht ist zwischen Urteils- und Beschlussverfahren zu trennen. Im Urteilsverfahren werden Streitigkeiten zwischen Arbeitgebern und Arbeitnehmern sowie den Tarifvertragsparteien entschieden, im Beschlussverfahren werden Streitigkeiten zwischen dem Betriebsrat und dem Arbeitgeber behandelt. Im Beschlussverfahren muss das Gericht den Sachverhalt von Amts wegen ermitteln, im Urteilsverfahren gilt wie sonst im Zivilprozess der Beibringungsgrundsatz, es ist Sache der Parteien, den Sachverhalt, über den gestritten wird, vorzutragen. Gegen die Urteile des Arbeitsgerichts im Urteilsverfahren ist das Rechtsmittel der Berufung zulässig, wenn der Streitwert 600,00 Euro übersteigt oder das Arbeitsgericht die Berufung zugelassen hat. Die Berufung wird vor dem Landesarbeitsgericht verhandelt. Gegen Urteile des Landesarbeitsgerichts ist das Rechtsmittel die Revision zum Bundesarbeitsgericht. Diese muss durch das Landesarbeitsgericht selbst oder im Rahmen einer Nichtzulassungsbeschwerde durch das Bundesarbeitsgericht zugelassen worden sein. Ausnahmsweise kommt eine Sprungrevision direkt vom Arbeitsgericht zum Bundesarbeitsgericht in Betracht.
Im Beschlussverfahren entscheidet das Arbeitsgericht durch Beschluss. Gegen diesen ist immer die Beschwerde zum Landesarbeitsgericht möglich. Gegen die Entscheidung des Landesarbeitsgerichts ist die Rechtsbeschwerde zum Bundesarbeitsgericht möglich, wenn das Landesarbeitsgericht oder aber das Bundesarbeitsgericht im Rahmen einer Nichtzulassungsbeschwerde sie zugelassen haben.
Im Urteilsverfahren werden die Handelnden Parteien genannt, im Beschlussverfahren Beteiligte. Das Arbeitsgericht muss im Beschlussverfahren immer prüfen, ob neben dem Antragsteller und dem Antragsgegner, in der Regel Arbeitgeber und Betriebsrat, weitere Personen, z. B. Betriebsratsmitglieder oder Gremien, z. B. der Gesamtbetriebsrat oder im Betrieb vertretene Gewerkschaften, in ihrer betriebsverfassungsrechtlichen Position durch die Entscheidung betroffen sein können. Ist dieses der Fall, so muss sie das Arbeitsgericht auch an dem Rechtsstreit beteiligen.
Vor dem Arbeitsgericht besteht in erster Instanz kein Anwaltszwang. Die Parteien können sich in allen Instanzen auch durch die Gewerkschaft oder aber Arbeitgeberverbände vertreten lassen. Wenn gleichwohl ein Anwalt oder Kammerrechtsbeistand eingeschaltet wird, können im Urteilsverfahren die Anwaltskosten, die in der ersten Instanz entstehen – anders als im ordentlichen Zivilprozess – von der Gegenseite auch im Falle des Obsiegens nicht ersetzt verlangt werden (§ 12a ArbGG). Gewinnt eine Partei in einem späteren Rechtszug, also im Berufungs- und Revisionsverfahren, ist die unterlegene Seite zur Erstattung der Anwaltskosten des Gegners in diesen beiden Instanzzügen verpflichtet. Der Grundsatz, dass die Kosten des Anwalts in der ersten Instanz nicht erstattet werden, gilt allerdings nicht für die Kosten, die dadurch entstanden sind, dass die Klage zunächst bei einem anderen Gericht (z. B. Amtsgericht) erhoben wurde, welches sich dann für unzuständig erklärt und das Verfahren an das Arbeitsgericht abgegeben hat (§ 12a Abs. 1 Satz 3 ArbGG).
Das Verfahren vor dem Arbeitsgericht unterliegt einem besonderen Beschleunigungsgrundsatz. Das Arbeitsgericht muss versuchen, die Sachen möglichst schnell zu verhandeln. Hierfür hat es die Möglichkeit, den Parteien kurze Fristen zu setzen und auch anzuordnen, dass ein Vortrag, der verspätet eingereicht wird, nicht berücksichtigt werden kann. Nach Möglichkeit ist das Verfahren in einem Kammertermin zu erledigen. Trotz dieser Vorgabe sind die Verfahrenslaufzeiten an den Arbeitsgerichten sehr unterschiedlich, teilweise benötigen die Gerichte bis zu einem Urteil nur drei Monate, teils über ein Jahr.

## Arbeitsgerichte im Österreichischen Recht
In Österreich wird die Arbeitsgerichtsbarkeit erstinstanzlich durch die Landesgerichte wahrgenommen. Weitere Aufgabe ist die Ausübung der Sozialgerichtsbarkeit, weshalb in Österreich von Arbeits- und Sozialgerichten gesprochen wird. Ausschließlich in Wien besteht ein eigenständiges Gericht, das Arbeits- und Sozialgericht Wien. In zweiter Instanz wird die Arbeitsgerichtsbarkeit von den Oberlandesgerichten, in dritter Instanz vom Obersten Gerichtshof ausgeübt.
Neben den Berufsrichtern wirken an österreichischen Arbeits- und Sozialgerichten auch fachkundige Laienrichter aus dem Kreis der Arbeitnehmer- und Arbeitgebervertreter an der Rechtsprechung mit. 
In erster Instanz besteht keine Anwalts- oder Vertretungspflicht, in zweiter Instanz vor einem OLG können sich die Parteien nicht nur durch Rechtsanwälte, sondern auch durch qualifizierte Vertreter wie etwa Rechtsschutzsekretäre von kollektivvertragsfähigen Körperschaften, wie der Arbeiterkammer, dem ÖGB oder der Wirtschaftskammer vertreten lassen. Lediglich in der dritten und letzten Instanz vor dem OGH herrscht absolute Anwaltspflicht.

## Arbeitsgerichte im Schweizer Recht

### Nur rudimentäre nationale Regelung
Die Schweizerische Zivilprozessordnung regelt die kantonalen Instanzen nur rudimentär. So ist es den Kantonen überlassen, ob sie reine Arbeitsgerichte schaffen wollen oder nicht. Unter anderem die Kantone Bern, Zürich oder Basel-Stadt haben sich zu diesem Schritt entschlossen. Für Bern regelt beispielsweise Art. 9 der EG ZSJ, dass Streitigkeiten aus Arbeitsverhältnissen mit einem Streitwert von weniger als 15'000 Franken durch die Regionalgerichte in Dreierbesetzung entschieden werden. Dabei wirken neben der Gerichtspräsidentin oder dem Gerichtspräsidenten zwei Fachrichterinnen oder Fachrichter mit, von denen je eine oder einer der Arbeitgeber- und der Arbeitnehmerseite angehört.

### Relativierung des Anwaltsmonopols
Obwohl in der Regel nur Anwälte zur Vertretung von Parteien vor Gericht befugt sind (Anwaltsmonopol), sieht die ZPO in Sonderfällen Ausnahmen vor. Dies betrifft auch die Arbeitsgerichte, vor denen sich die Parteien auch durch beruflich qualifizierte Personen vertreten lassen dürfen, sofern das kantonale Recht dies so vorsieht (Art. 68 Ziffer 2 lit. d ZPO – für den Kanton Bern siehe Art. 9 Abs. 2 EG ZSJ).

## Arbeitsgerichte im Belgischen Recht
Seit 1970 gibt es in jedem Belgischen „arrondissement“ Arbeitsgerichte. Das Arbeitsgericht ist in Belgien ein Gericht erster Instanz für Streitigkeiten zwischen Arbeitgeber und Arbeitnehmer. Außerdem behandelt es auch Meinungsverschiedenheiten über Soziale Sicherheit, Sozialhilfe, Berufskrankheiten und Arbeitsunfälle. Die Besetzung erfolgt typischerweise durch Sozialrichter, die temporär benannt werden.

## Arbeitsgerichte im französischen Recht
In Frankreich bilden die conseil de prud’hommes genannten Arbeitsgerichte eine Sonderform der Zivilgerichtsbarkeit. Sie sind paritätisch mit ehrenamtlichen Richtern der Arbeitnehmer- und der Arbeitgeberseite besetzt, die von den jeweiligen Statusgruppen bestimmt werden. Bis 2014 wurden sie in öffentlichen Wahlen (élection prud’homale) direkt von den einzelnen Arbeitnehmern bzw. Arbeitgebern gewählt. Seither werden sie von Interessenverbänden (Gewerkschaften bzw. Arbeitgeberverbänden) ernannt. 
Die conseils de prud’hommes sind für alle Streitigkeiten zuständig, welche den Abschluss, die Durchführung oder die Beendigung eines Arbeitsvertrages betreffen. Alle Streitigkeiten zwischen einem Arbeitgeber und einem Arbeitnehmer, die vor den conseil de prud’hommes kommen, werden zunächst von einer Schlichtungsstelle (bureau de conciliation) verhandelt. Nur wenn die Schlichtung scheitert, wird der Fall an das bureau de jugement überwiesen, das ein Urteil fällt. Sofern der Streitwert bis zu 2.000 Euro beträgt, ist gegen das Urteil des conseil de prud’hommes keine Berufung möglich. Übersteigt der Streitwert die Schwelle von 2.000 Euro, kann als nächste Instanz der Cour d’appel angerufen werden.